# Гелиометр

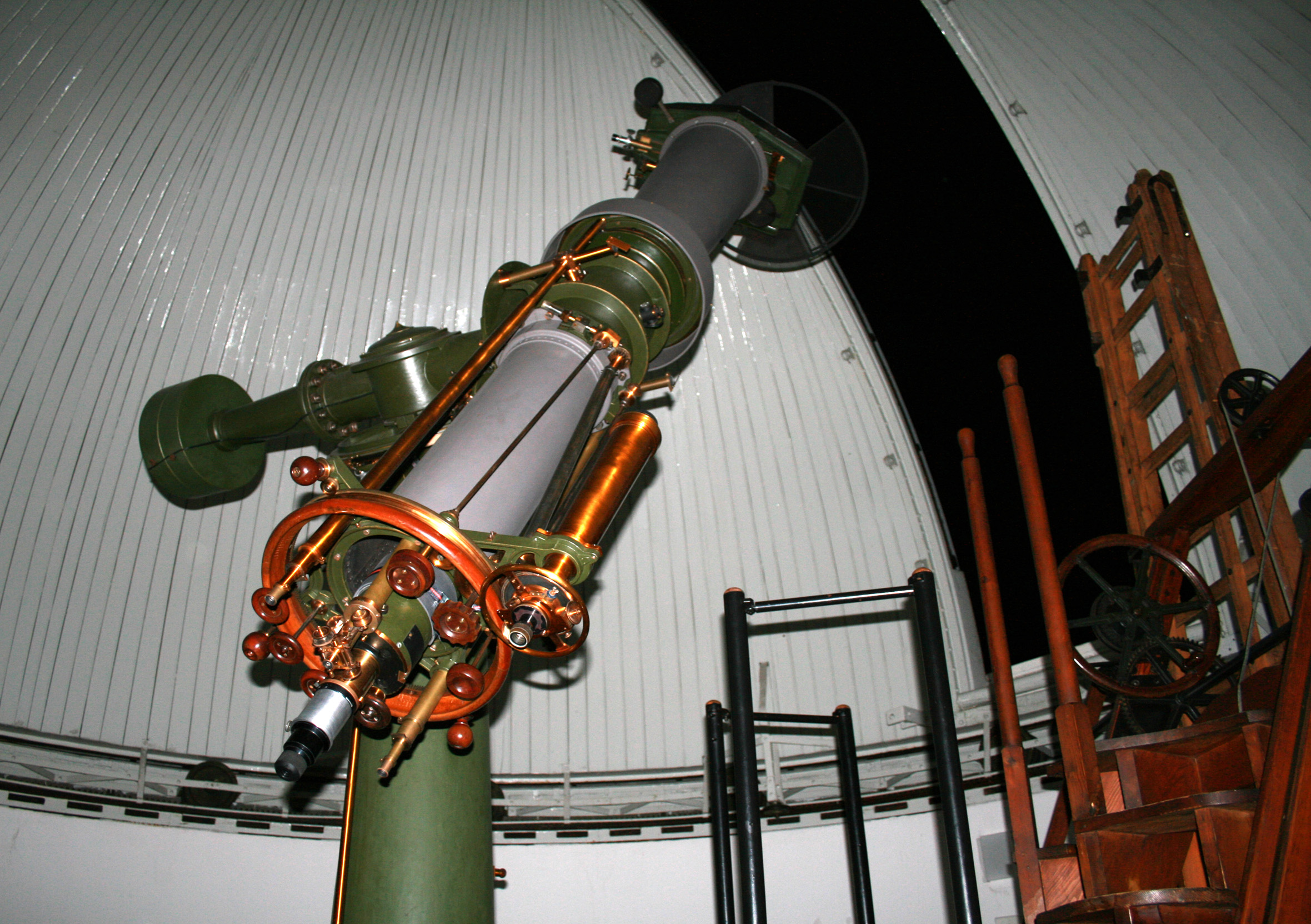
Гелиометр в венской обсерватории.

Гелиометр (от др.-греч. Ἥλιος или Ἠέλιος — солнце и métron — мера) — астрометрический инструмент для измерения небольших (до 1°) углов на небесной сфере. Название его происходит от первоначального способа применения — измерения диаметра Солнца. Позже использовался для измерения поперечников Луны, планет, планетоцентрических координат спутников планет, а также для измерения двойных звёзд и для определения параллаксов звёзд.

## Конструкция
Классический гелиометр-рефрактор — это рефрактор, объектив которого разрезан по диаметру, при этом изображение небесного объекта в фокальной плоскости объектива раздваивается. Эти половинки можно смещать друг относительно друга, смещая две половинки объектива с помощью микровинтов. Направление смещения задается поворотом всей объективной части.
Совместив противоположные точки диаметра светила, изображения компонентов двойной звезды и т. п. и измерив взаимное смещение половинок объектива, можно вычислить угловое расстояние между совмещёнными точками. Точность таких измерений — несколько десятых долей секунды дуги.

## История создания
Идея гелиометра высказана датским астрономом Оле Ремером в 1675 году.  Пьер Бугер в своем труде «Оптический трактат о градации света»(1760) предлагает черновой вариант конструкции. Окончательный же вариант создаёт английский оптик Дж. Доллонд в 1753 году. 
Первый гелиометр-рефлектор изобретен Йозефом Фраунгофером. Также создавались интерференционные гелиометры.